# Fornetti
 (octobre 2023).
Si vous disposez d'ouvrages ou d'articles de référence ou si vous connaissez des sites web de qualité traitant du thème abordé ici, merci de compléter l'article en donnant les références utiles à sa vérifiabilité et en les liant à la section « Notes et références ».
Fornetti est le nom d'une famille d'origine italienne qui a donné une dynastie de jeunes de langues, de drogmans et de consuls. Ses membres ont servi essentiellement la France.
Ses services à la diplomatie française sont, avec ceux des Wiet, parmi les plus longs de l'histoire de la diplomatie française en Orient, près de trois siècles. 
- Domenico (Dominique) Fornetti, né v.1668 +1732 - drogman de France
- Carlo (Charles) Fornetti (fils du précédent) (16 mars 1700 - 17.12.1760) - drogman de France à la douane de Constantinople
- Domenico (Dominique) Fornetti (fils du précédent), né le 26 février 1724 - drogman de France

## Source
- Marie de Testa & Antoine Gautier,"Drogmans et diplomates européens auprès de la Porte ottomane", éditions ISIS, Istanbul, 2003, p. 171-180.
- Les consuls de France au siècle des lumières par Anne Mézin